# Jeleznodorojny
Jeleznodorojny (em russo: Железнодоро́жный) é uma cidade da Rússia situada no óblast de Moscou. Localiza-se a 21 km ao leste da cidade de Moscou, e tem uma população de cerca de 131 257 habitantes (2010).